# Aldeia Gavinha
Aldeia Gavinha – parafia (freguesia) gminy Alenquer i jednocześnie miejscowość w Portugalii. W 2011 zamieszkiwało ją 1 142 mieszkańców, na obszarze 8,22 km². Od 2013 jest częścią parafii Aldeia Galega da Merceana e Aldeia Gavinha.